# صومعه فراپونتوف
صومعه فراپونتوف روسی: Ферапонтов монастырь، یک صومعه در استان ولوگدا در روسیه است که از نمونه‌های بارز معماری قرون وسطی روسیه است به همین دلیل یونسکو آن را به عنوان یکی از میراث جهانی خود ثبت کرده‌است.
این صومعه توسط سنت فراپونت در سال ۱۳۹۸ میلادی به وجود آمد. چندی بعد این صومعه تحت حمایت اعضای خانواده ایوان سوم درآمد.